# Марлборо (переписна місцевість, Нью-Гемпшир)
Марлборо (англ. Marlborough) — переписна місцевість (CDP) в США, в окрузі Чешир штату Нью-Гемпшир. Населення — 1066 осіб (2020).

## Географія
Марлборо розташоване за координатами 42°54′18″ пн. ш. 72°12′42″ зх. д. / 42.90500° пн. ш. 72.21167° зх. д. (42.904988, -72.211657).  За даними Бюро перепису населення США в 2010 році переписна місцевість мала площу 4,38 км², уся площа — суходіл.

## Демографія
Згідно з переписом 2010 року, у переписній місцевості мешкали 1094 особи в 457 домогосподарствах у складі 282 родин. Густота населення становила 250 осіб/км².  Було 492 помешкання (112/км²).
Расовий склад населення:
| - 96,6 % — білих - 0,6 % — чорних або афроамериканців - 0,6 % — азіатів |

До двох чи більше рас належало 1,6 %. Частка іспаномовних становила 1,1 % від усіх жителів.
За віковим діапазоном населення розподілялося таким чином: 21,2 % — особи молодші 18 років, 61,4 % — особи у віці 18—64 років, 17,4 % — особи у віці 65 років та старші. Медіана віку мешканця становила 40,1 року. На 100 осіб жіночої статі у переписній місцевості припадало 97,8 чоловіків;  на 100 жінок у віці від 18 років та старших — 94,6 чоловіків також старших 18 років.
Середній дохід на одне домашнє господарство  становив 59 214 долари США (медіана — 44 391), а середній дохід на одну сім'ю — 62 515 доларів (медіана — 54 038). За межею бідності перебувало 13,3 % осіб, у тому числі 44,1 % дітей у віці до 18 років та 0,0 % осіб у віці 65 років та старших.
Цивільне працевлаштоване населення становило 614 осіб. Основні галузі зайнятості: виробництво — 28,5 %, освіта, охорона здоров'я та соціальна допомога — 25,9 %, роздрібна торгівля — 16,4 %.